# 2014-es Fonogram díj átadása
A Fonogram – Magyar Zenei Díj ceremóniát a Magyar Hangfelvétel-kiadók Szövetsége 2014. június 1-jén, vasárnap este az Akvárium Klubban rendezte meg, ahol a 2013-as év legjobb zenei teljesítményeiért járó elismeréseket vehették át az arra leginkább érdemes előadóművészek. A jelöltek végleges listáját május 21-én hozták nyilvánosságra.
A szakmai szavazás során 18 különböző műfaji kategóriában, a zenészekből, zenei szakemberekből, újságírókból álló széles körű jelölőbizottság, illetve egy szűkebb szakmai zsűri, az ún. Fonogram Bizottság tagjainak szavazatai alapján alakult ki a jelöltek névsora.

## Díjak
A 2014-es Fonogram-díjra nevezett előadók és albumok, hangfelvételek:

### Az év dala
Az év dala kategória jelöltjei nem hivatalos jelölések, a dalokra a Petőfi Rádió Facebook oldalán lehetett szavazni.  A legtöbb szavazatot kapott dal került ki nyertesként.
Deniz - "Egyetlen"
- Bermuda - London
- ByeAlex - Kedvesem
- Caramel - Jelenés
- Compact Disco - The Storm
- Fluor - Képkockák
- Halott Pénz - Ugyanúgy hallasz
- Heincz Gábor (Biga) - Easy Loving
- Kállay-Saunders András - My Baby
- Karányi/Big John Whitfield -  Celebrate Life
- Király Linda - Runaway (Beautiful Tragedy)
- Király Viktor - Fire
- Lajkó Félix - Mező
- Magashegyi Underground/Beck Zoli - Árnyékok
- Magna Cum Laude - Köszönet
- Malibu Breeze - Havana Loca
- Mary PopKids - Night Drive
- Newik - My Love
- Oláh Gergő - Törj ki a csendből! / Breaking The Silence
- Pál Dénes - A széltől is óvsz
- Plastikhead feat. Gáspár Laci - A szeretet él / Nobody Says
- Punnany Massif - Engedd el
- Rácz Gergő - Csak állj mellém!
- Radics Gigi - Úgy fáj / Over You
- Radics Gigi - Mire vársz
- Rúzsa Magdi - Szerelem
- The Biebers - Sorry
- Zoohacker meets Judie Jay - Thankful
- Zséda - Dance
- Anna and the Barbies - Márti dala (jelölés visszavonva)

### Az év hazai klasszikus pop-rock albuma vagy hangfelvétele
The Poster Boy - Bonjour, c'est Pop deux (Szerzői kiadás)
- Ákos - TURNÉ 2084 - koncertfilm (Fehér Sólyom)
- ByeAlex - Szörpoholista (Egység Média)
- Caramel - Jelenés (Gold Record Music Kft.)
- Heincz Gábor (Biga) - Easy Loving (Magneoton)
- Hooligans - História (Hear Hungary Music Kft.)
- Rúzsa Magdi - Szerelem (Magneoton)

### Az év külföldi klasszikus pop-rock albuma vagy hangfelvétele
James Blunt - Moon Landing (Magneoton/Warner Music)
- David Bowie - The Next Day (Sony Music)
- Depeche Mode - Delta Machine (Sony Music)
- Paul McCartney- New (Universal Music)
- Robbie Williams - Swings Both Ways (Universal Music)
- Sting - The Last Ship (Universal Music)

### Az év hazai modern pop-rock albuma vagy hangfelvétele
The Biebers - "Sorry" (Gold Record Music Kft.)
- Grand Mexican Warlock - Hell Sweet Hell (MamaZone)
- Irie Maffia - Nagyon Jó Lesz (Irie Maffia Productions)
- Kállay-Saunders András - My Baby, Running (Today Is Vintage/Mistral Music Kft)
- Király Viktor - Fire (King Music / Sony Music)

### Az év külföldi modern pop-rock albuma vagy hangfelvétele
Ellie Goulding - Halcyon Days (Universal Music)
- Bastille - Bad Blood (Universal Music)
- Icona Pop - This Is... Icona Pop (Magneoton/Warner Music)
- Imagine Dragons - Night Visions (Universal Music)
- Queens of the Stone Age - ...Like Clockwork (Matador Records)

### Az év hazai alternatív vagy indie-rock albuma vagy hangfelvétele
Vad Fruttik - Darabok (Megadó Kiadó)
- Emil.RuleZ! - Gyere át (Universal Music)
- Honeybeast - Maradok (Gold Record Music Kft.)
- Magashegyi Underground - Tegnapután (Tom-Tom Records)
- Quimby - Kaktuszliget

### Az év külföldi alternatív vagy indie-rock albuma vagy hangfelvétele
Arctic Monkeys - AM (Domino Recording)
- Franz Ferdinand - Right Words, Right Thoughts, Right Action (Domino Recording Co)
- Hurts - Exile (Sony Music)
- Lorde - Pure Heroine (Universal Music)
- Manic Street Preachers - Rewind The Film (Sony Music)

### Az év hazai elektronikus zenei albuma vagy hangfelvétele
Žagar - Light Leaks (CLS Music)
- Brains - Full Range (Megadó Kiadó)
- Cloud 9+ - Breathe In, Lights, Supernova (Magneoton)
- Lotfi Begi - Remixek (Elephant House)
- New Level Empire - The Last One (Elephant House)
- We Plants Are Happy Plants - Any Day Now (CLS Music)

### Az év külföldi elektronikus zenei albuma vagy hangfelvétele
Daft Punk - Random Access Memories (Sony Music)
- Avicii - True (Universal Music)
- Bonobo - The North Borders (Ninja Tune)
- Calvin Harris - Under Control (Sony Music)
- Empire of the Sun - Ice On The Dune (Universal Music)

### Az év hazai rap- vagy hiphopalbuma vagy hangfelvétele
Halott Pénz - Szólj anyunak, hogy a városban vagyok (Szerzői kiadás)
- Animal Cannibals - Minden változik (Magneoton)
- Bëlga - Sanyi (Tom-Tom Records)
- Deniz - Euforia (CLS Music)
- Hősök - Érintés (Szerzői kiadás)
- Majka, Curtis, BLR feat. Pápai Joci - Nekem ez jár (Magneoton)

### Az év külföldi rap- vagy hiphopalbuma vagy hangfelvétele
Dizzee Rascal - The Fifth (Universal Music)
- Eminem - The Marshall Mathers LP 2 (Universal Music)
- Jay-Z - Magna Carta... Holy Grail (Universal Music)
- Kanye West - Yeezus (Universal Music)
- The Weeknd - Kiss Land (Universal Music)

### Az év hazai hard rock vagy heavy metal albuma vagy hangfelvétele
Lukács Peta - War & Peace (Hunnia Records)
- Blind Myself - Négyszögöl (Szerzői kiadás)
- Depresszió - Csak a zene (EDGE Records / Hammer Music)
- Road - Tegyük fel... (EDGE Records / Hammer Music)
- The Trousers - Freakbeat (EMI Music Services Hungary)

### Az év külföldi hard rock vagy heavy metal albuma vagy hangfeltétele
Volbeat - Outlaw Gentlemen & Shady Ladies (Universal Music)
- Alice in Chains - The Devil Put Dinosaurs Here (Universal Music)
- Black Sabbath - 13 (Universal Music)
- Nine Inch Nails - Hesitation Marks (Universal Music)
- Pearl Jam - Lightning Bolt (Universal Music)

### Az év hazai hagyományos slágerzenei albuma vagy hangfelvétele
Nótár Mary - Jó a stílusom (Skyforce Kft.)
- Csobot Adél - Ami szívemen a számon, Szenes Iván írta (Szenes Művészeti Kft.)
- Delta - Válogatásalbum (HungaroSound)
- Márió - Angyalszárnyon, Csókod íze (ko records)
- Mészáros János Elek - Szenes Andor és Iván dalai, Ki nem volt szomorú!? (Szenes Művészeti Kft.)

### Az év hazai kortárs szórakoztatózenei albuma vagy hangfelvétele
Irigy Hónaljmirigy - Mulat a király (Gold Record Music Kft.)
- Illényi Katica - Világhírű filmzenék és slágerek (IKP MUSIC KFT)
- Peet Project - Overseas (Beagle Beat Records)
- Rakonczai Imre - Ajándék (Schubert Music Publishing Kft.)
- Yellow Spots - AgylebenyFlört I. (Hunnia Records)

### Az év hazai gyermekalbuma vagy hangfelvétele
Bíró Eszter - Állati Zenés ABC (Miss Biro Publishing)
- Eszter-lánc mesezenekar - Egyszervolt, holnemvolt (Gryllus Kft.)
- MákosGubás és CzutorBorsók - MákosGubás és a CzutorBorsók (Music Fashion Kft.)
- Sárik Péter Trio - A világ összes kincse (Innovative Artist Management)
- Szinetár Dóra - Árnyacska, szörnyecske (Universal Music)

### Az év hazai jazzalbuma vagy hangfelvétele
Sárik Péter Trio - Jazzkívánságműsor (Zoohacker Production)
- Csemer Boglárka - Boggie (Tom-Tom Records)
- Dresch Quartet - Kapu és kert (Fonó)
- Harcsa Veronika - GYÉMÁNT BÁLINT - Lifelover (Szerzői kiadás)
- Mrs. Columbo - Játszd újra!/Play! (Magneoton)
- Temesi Berci - On Time (Music Fashion Kft.)

### Az év hazai világ- vagy népzenei albuma vagy hangfelvétele
Kerekes Band - Folklore Man (Szerzői kiadás)
- Both Miklós Folkside - Csillagfészek (Fonó)
- Ferenczi György - Csíkhágó Blues (Gryllus Kft.)
- Firkin - Keep On Firkin (Pump Jump Records)
- Lajkó Félix - Mező / Field (Fonó)

### Az év felfedezettje
Bogi (Magneoton)
- Cloud 9+ (Magneoton)
- Deniz (Egység Média)
- New Level Empire (Elephant House)
- Pál Dénes (Universal Music)

## Életműdíj
Dés László

## Fonogram 2013 - Különdíj
A legális zenefelhasznás érdekében kifejtett munkáért
NEMZETI ADÓ- ÉS VÁMHIVATAL Rendészeti szakterülete